# Lung Chan
Peter Chan Lung (4 de junio de 1942-10 de octubre de 2021) fue un actor chino que ha aparecido en películas de Hong Kong unos 30 años (principalmente en los 70, en los 80 y 90).

## Carrera
Peter Chan apareció en tres películas de Bruce Lee, una- de los villanos japoneses en la película “Puños de Furia”, el hombre de confianza de Han Ying Chieh en “El Gran Jefe”, y de un asaltante en “Operación Dragón”. En los 70's, Chan Lung se convirtió en un actor frecuente en las películas de Sammo Hung. También actuó junto con Jackie Chan en “La serpiente a la sombra del águila” (1978). Eventualmente ganó mayores partes, interpretando al criado de Yuen Biao en “El Hijo Pródigo” (1982), también interpretó al brujo malvado en “Encuentros en el más allá” (1980), en “Crazy Safari” (1991) [título inglés en Hong Kong, protagonizó al ancestro-vampiro, también desempeñó el papel de un villano en “Pom Pom !” (1984), junto a los actores Richard Ng y John Sham . Chan Lung es principalmente un actor de comedia, y cuando es dado el caso, puede crear una cierta cantidad de personajes chistosos. En “Crazy Crooks”, por ejemplo, él interpretó el papel de un vagabundo encantadoramente demente. Otro papel loco estaba en “The Gods Must Be Funny”, como el villano con un gorro característico. En sus últimas películas, Lung Chan interpretó el papel de un violador desventurado en "Don't Give a Damn" (1995), y de una víctima de un jefe de equipo interpretado por Eric Tsang en “Final Justice” (1997). Perteneció al "Sammo Hung Stuntmen's Team", grupo de dobles especiales liderado por Sammo Hung, este grupo estaba formado también por grandes estrellas como Dick Wei, Chung Fat, Meng Hoi, James Tien, entre otros.

## Filmografía como actor
- 1997
  - Mad Stylist
- 1996
  - Final Justice
- 1995
  - Don't Give A Damn!
- 1995
  - Tough Beauty And Sloppy Slop
- 1994
  - S.D.U. Mission In Mission
- 1993
  - Deadful Melody
- 1993
  - Fong Sai Yuk II
- 1993
  - Fong Sai Yuk
- 1993
  - The Sword Stained with Royal Blood
- 1992
  - Mad Mad Ghost